# Kabinett Boross

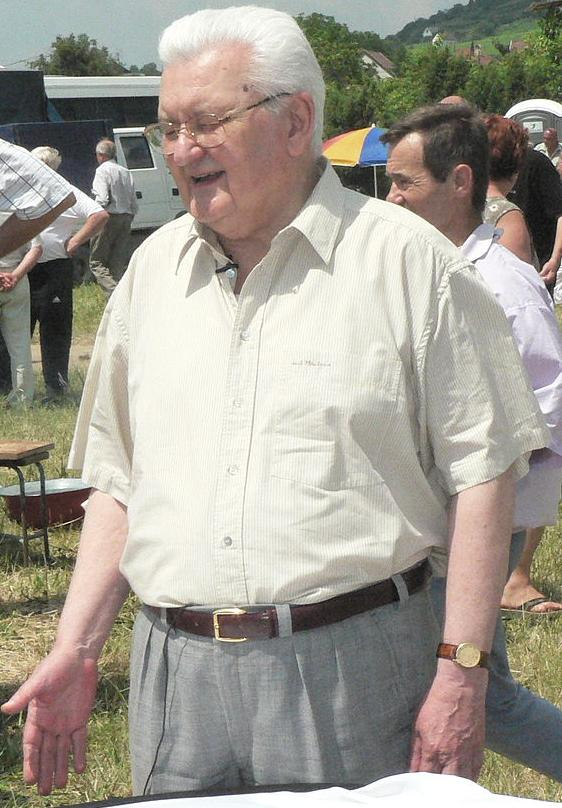
Ministerpräsident Péter Boross.

Das Kabinett Boross war die Regierung von Ungarn von 1993 bis 1994. Sie wurde am 21. Dezember 1993 von Ministerpräsident Péter Boross gebildet und löste das Kabinett Antall ab. Dem Kabinett gehörten Minister des Ungarischen Demokratischen Forums MDF (Magyar Demokrata Fórum), der Unabhängigen Kleinlandwirte-, Landarbeiter- und Bürger-Partei FGKP (Független Kisgazda-, Földmunkás- és Polgári Párt) und der Christlich-Demokratischen Volkspartei KDNP (Kereszténydemokrata Néppárt) an. Das Kabinett Boross blieb bis zum 15. Juli 1994 im Amt und wurde daraufhin vom Kabinett Horn abgelöst. 

## Mitglieder des Kabinetts
Dem Kabinett gehörten folgende Personen an:
| Amt                                                                                            | Amtsinhaber        | Partei      | Beginn der Amtszeit | Ende der Amtszeit |
| ---------------------------------------------------------------------------------------------- | ------------------ | ----------- | ------------------- | ----------------- |
| Ministerpräsident                                                                              | Péter Boross       | MDF         | 21. Dezember 1993   | 15. Juli 1994     |
| Minister für Bildung und Kultur                                                                | Ferenc Mádl        | Parteiloser | 21. Dezember 1993   | 15. Juli 1994     |
| Justizminister                                                                                 | István Balsai      | MDF         | 21. Dezember 1993   | 15. Juli 1994     |
| Minister für Industrie und Handel                                                              | János Latorcai     | KDNP        | 21. Dezember 1993   | 15. Juli 1994     |
| Verteidigungsminister                                                                          | Lajos Für          | MDF         | 21. Dezember 1993   | 15. Juli 1994     |
| Arbeitsminister                                                                                | Gyula Kiss         | FGKP        | 21. Dezember 1993   | 15. Juli 1994     |
| Innenminister                                                                                  | Imre Kónya         | MDF         | 21. Dezember 1993   | 15. Juli 1994     |
| Außenminister                                                                                  | Géza Jeszenszky    | MDF         | 21. Dezember 1993   | 15. Juli 1994     |
| Finanzminister                                                                                 | Iván Szabó         | MDF         | 21. Dezember 1993   | 15. Juli 1994     |
| Minister für internationale Wirtschaftsbeziehungen                                             | Béla Kádár         | MDF         | 21. Dezember 1993   | 15. Juli 1994     |
| Minister für Umweltschutz und Raumordnung                                                      | János Gyurkó       | MDF         | 21. Dezember 1993   | 15. Juli 1994     |
| Landwirtschaftsminister                                                                        | János Szabó        | FGKP        | 21. Dezember 1993   | 15. Juli 1994     |
| Minister für Verkehr und Fernmeldewesen                                                        | György Schamschula | MDF         | 21. Dezember 1993   | 15. Juli 1994     |
| Minister für Volkswohlfahrt                                                                    | László Surján      | KDNP        | 21. Dezember 1993   | 15. Juli 1994     |
| Minister ohne Geschäftsbereich Vorsitzender des Nationalen Komitees für technische Entwicklung | Ernő Pungor        | Parteiloser | 21. Dezember 1993   | 15. Juli 1994     |
| Minister ohne Geschäftsbereich für Privatisierungen                                            | Tamás Szabó        | MDF         | 21. Dezember 1993   | 15. Juli 1994     |
| Minister ohne Geschäftsbereich für Geheimdienste                                               | Tibor Füzessy      | KDNP        | 21. Dezember 1993   | 15. Juli 1994     |
| Minister ohne Geschäftsbereich für Entschädigungen                                             | Ferenc József Nagy | FKGP        | 21. Dezember 1993   | 15. Juli 1994     |